# Оренбургский мост
Оренбургский мост, также Старый Бельский мост — первый автодорожный и единственный арочно-балочный мост через реку Белую в городе Уфе, один из трёх мостов — Бельский и Новый Бельский — на Оренбургской переправе. Закрыт на капитальный ремонт (реконструкцию) с 1 марта 2022 года, планируемая дата открытия — в 2025 году.
От моста начинается автомобильная дорога федерального значения Р-240 и Оренбургский тракт. 
Разговорные названия мостов через Оренбургскую переправу — «Мост в аэропорт», «Южный мост», «Мост в Икею».

## Описание
Мост возведён явно по проекту Е. С. Уланова, впервые реализованному в 1937 году на Ленинградском шоссе города Москвы при строительстве канале Москва — Волга — Ленинградский мост через Химкинское водохранилище.
Опоры облицованы уральским и украинским гранитом, площадь облицовки — 4500 м2. Чугунная ограда художественного литья повторяет рисунок ограды на канале Москва — Волга, за исключением пояса меандра в верхней её части. «Шишечки» на ограде сняты ближе к концу 1960-х. Светильники «позаимствованы» с архитектурного обрамления Волго-Донского канала — сохранились только столбы с тумбами — сами фонари в 1969 году заменены на более современные. Декоративная чугунная решётка с датами «1953–1956» на арке появилась также позднее.

## История
24 января 1952 года бюро Башкирского областного комитета ВКП(б) приняло постановление «О строительстве в г. Уфе автогужевого моста через реку Белую».
В 1952–1956 годах, за 4 года и 10 месяцев, Мостопоездом № 414 Мостостроительного треста № 4 построен арочно-балочный мост по проекту Евгения Сергеевича Уланова института «Гипрокоммундортранс» длиной 670 м.
3 ноября 1956 года мост торжественно открыт первым секретарём Башкирского областного комитета ВКП(б) Семёном Денисовичем Игнатьевым; тогда же Оренбургская переправа закрыта, а плашкоутный мост разобран.
С 2004 года находился в предаварийном состоянии. В 2016 году Институт «Гипростроймост» разработал проекты реконструкции моста и строительства нового.
С 29 ноября 2017 года ограничено движение по левой полосе. 16 января 2018 года, из-за возникшей 15 см трещины под опорой, мост закрыт для проезда. Первоначально открыть мост после ремонта планировалось 12 июня, но из-за выявленных просчётов, вновь открыт только утром 26 июля.
17 февраля 2021 года мост закрывался из-за мороза, так как после ремонта в 2018 году, рекомендовано не пользоваться мостом при понижении температуры ниже минус 25 °C.
С 1 марта 2022 года закрыт на капитальный ремонт (реконструкцию). Движение по двум полосам моста было организовано на выезд из города.

## Галерея

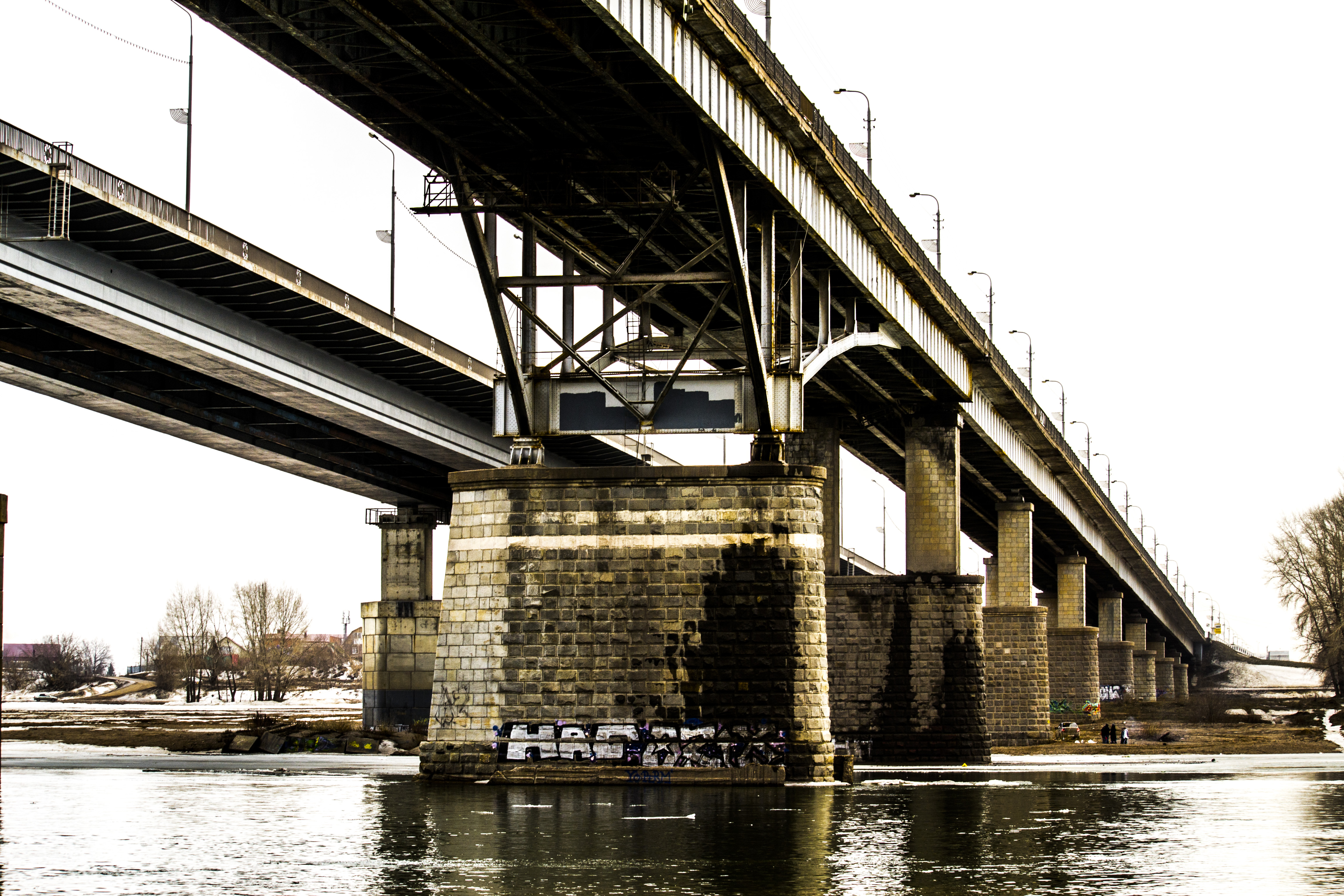
Оренбургский и Бельский мосты
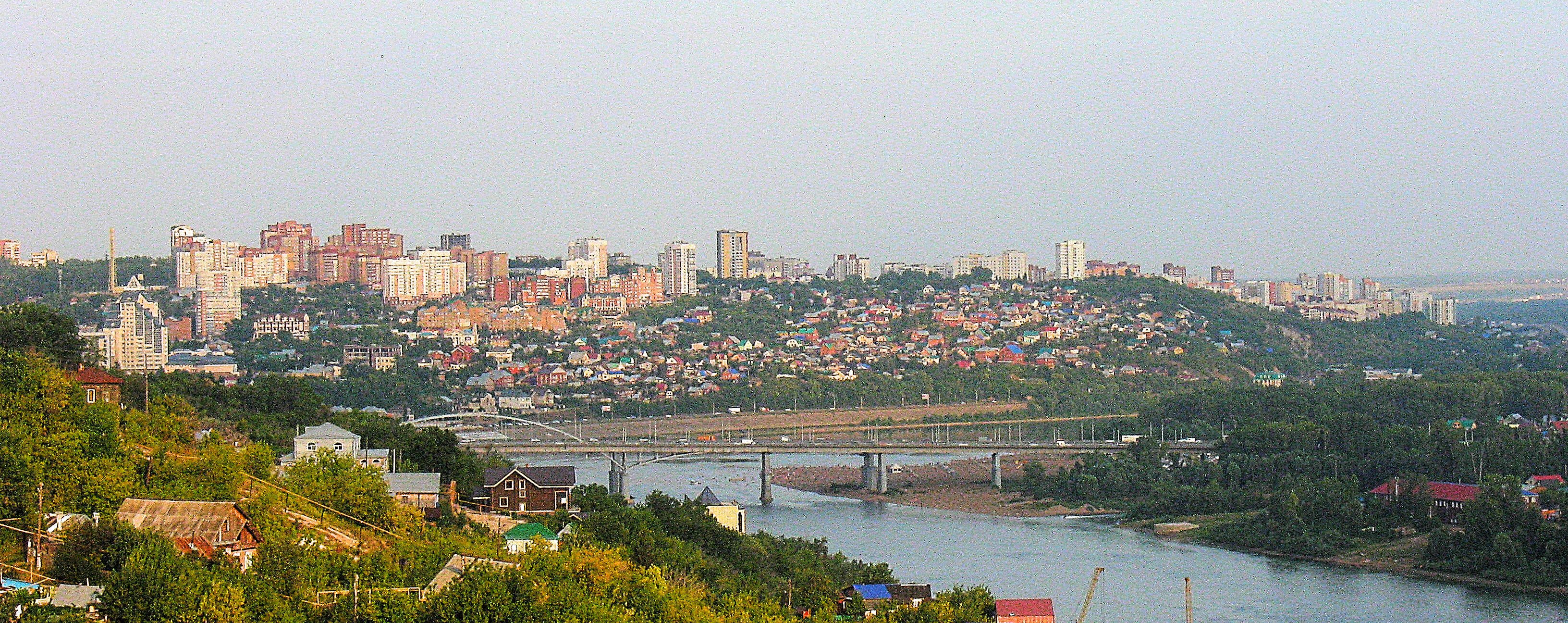
Панорамная фотография Старой Уфы
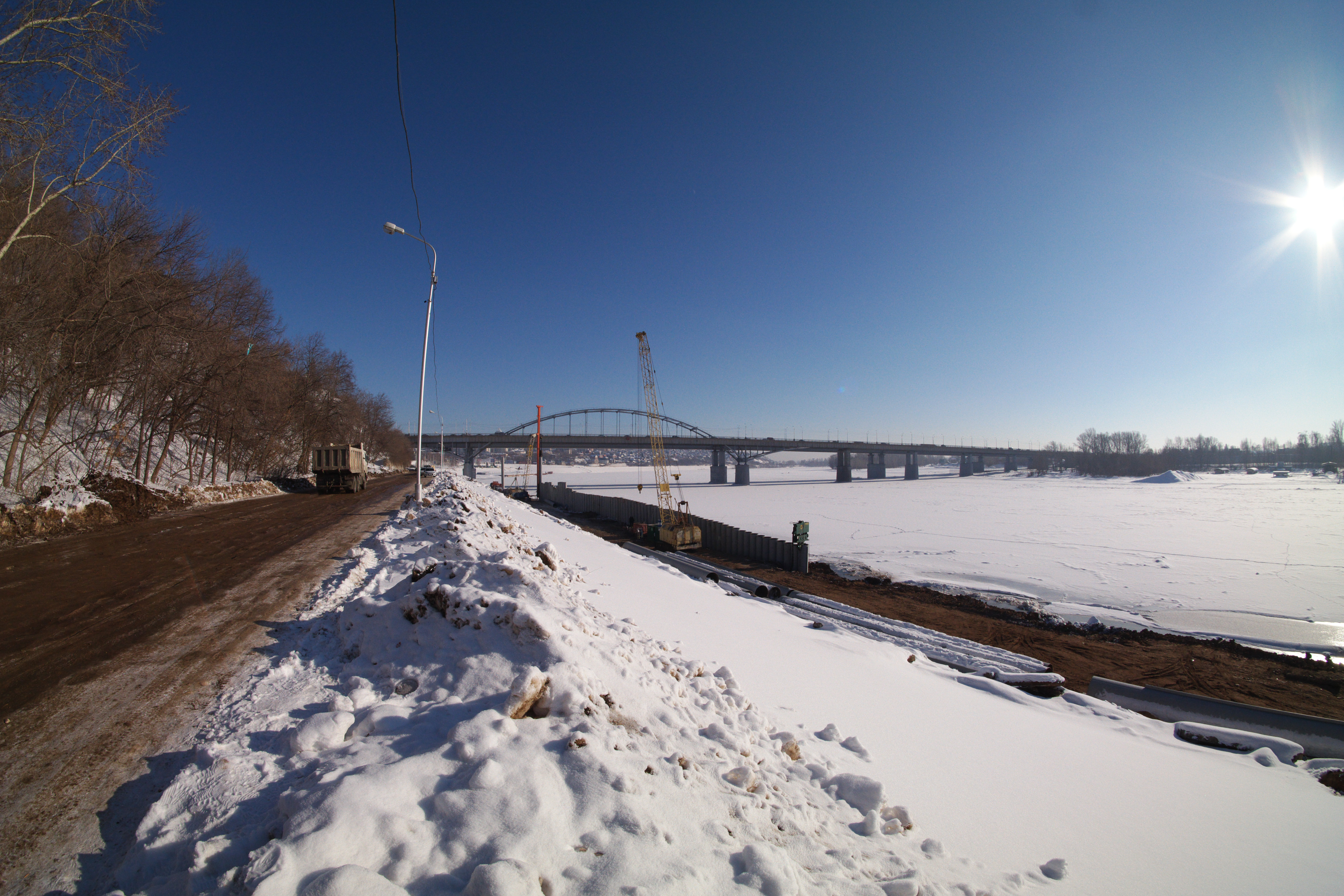
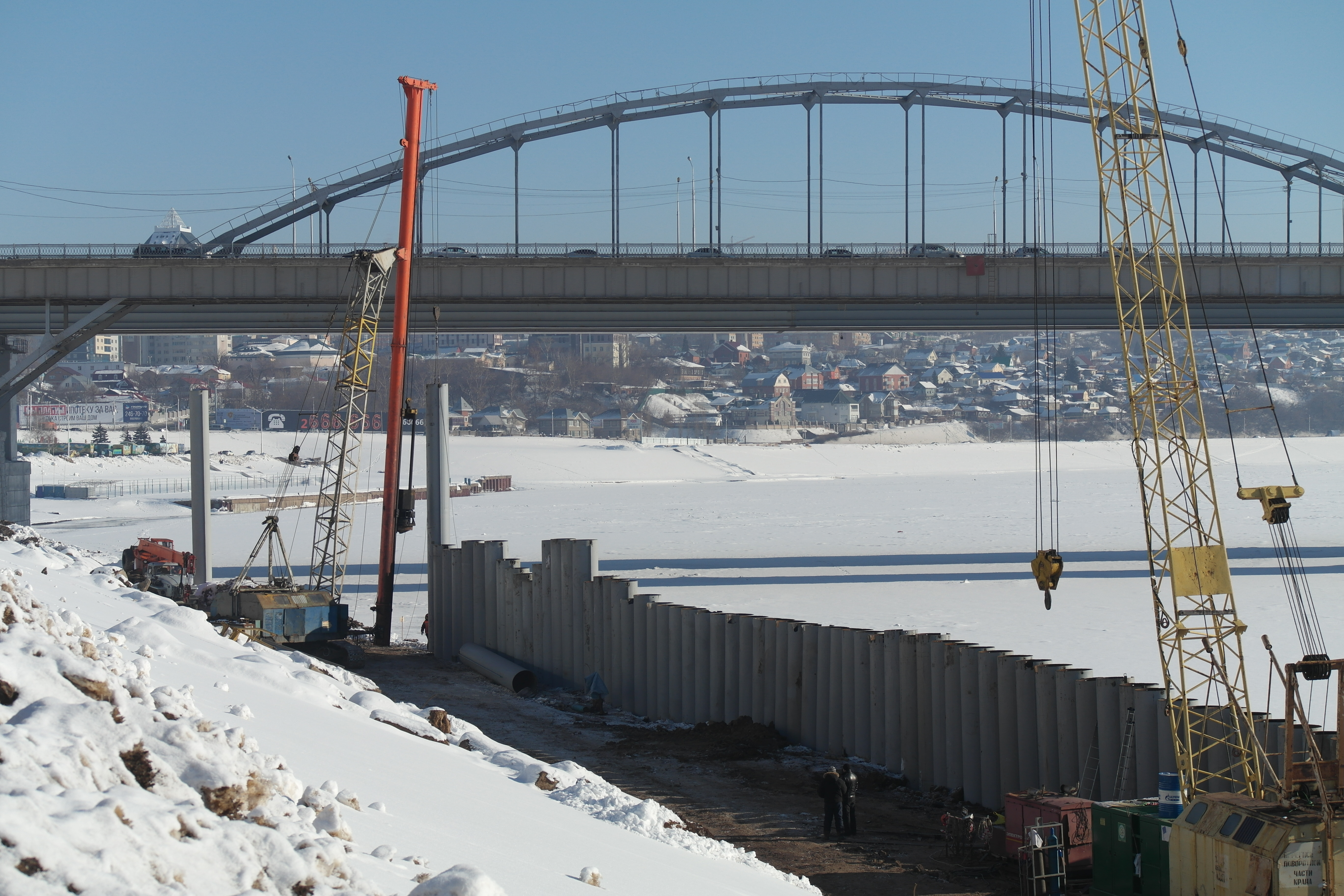
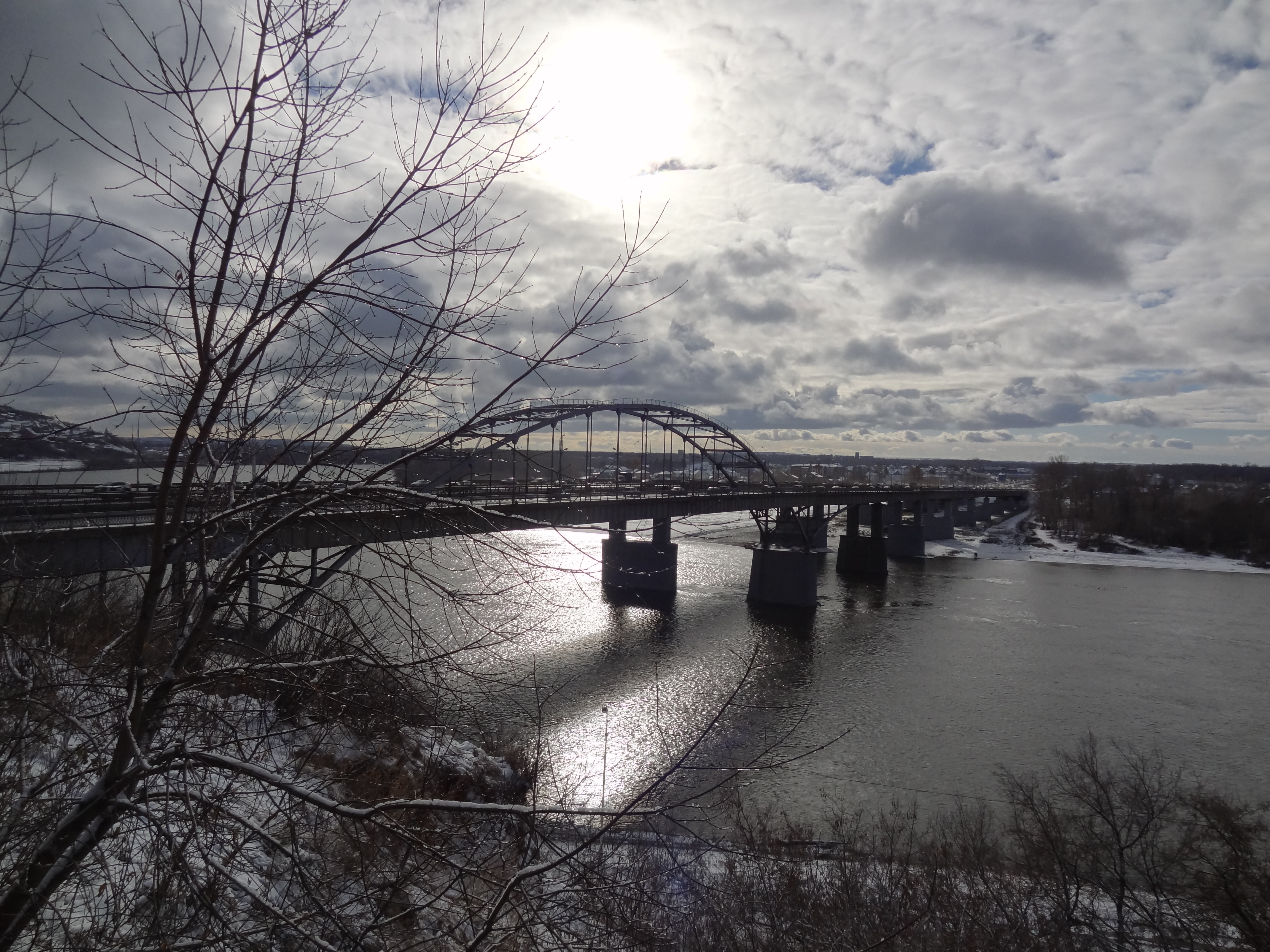
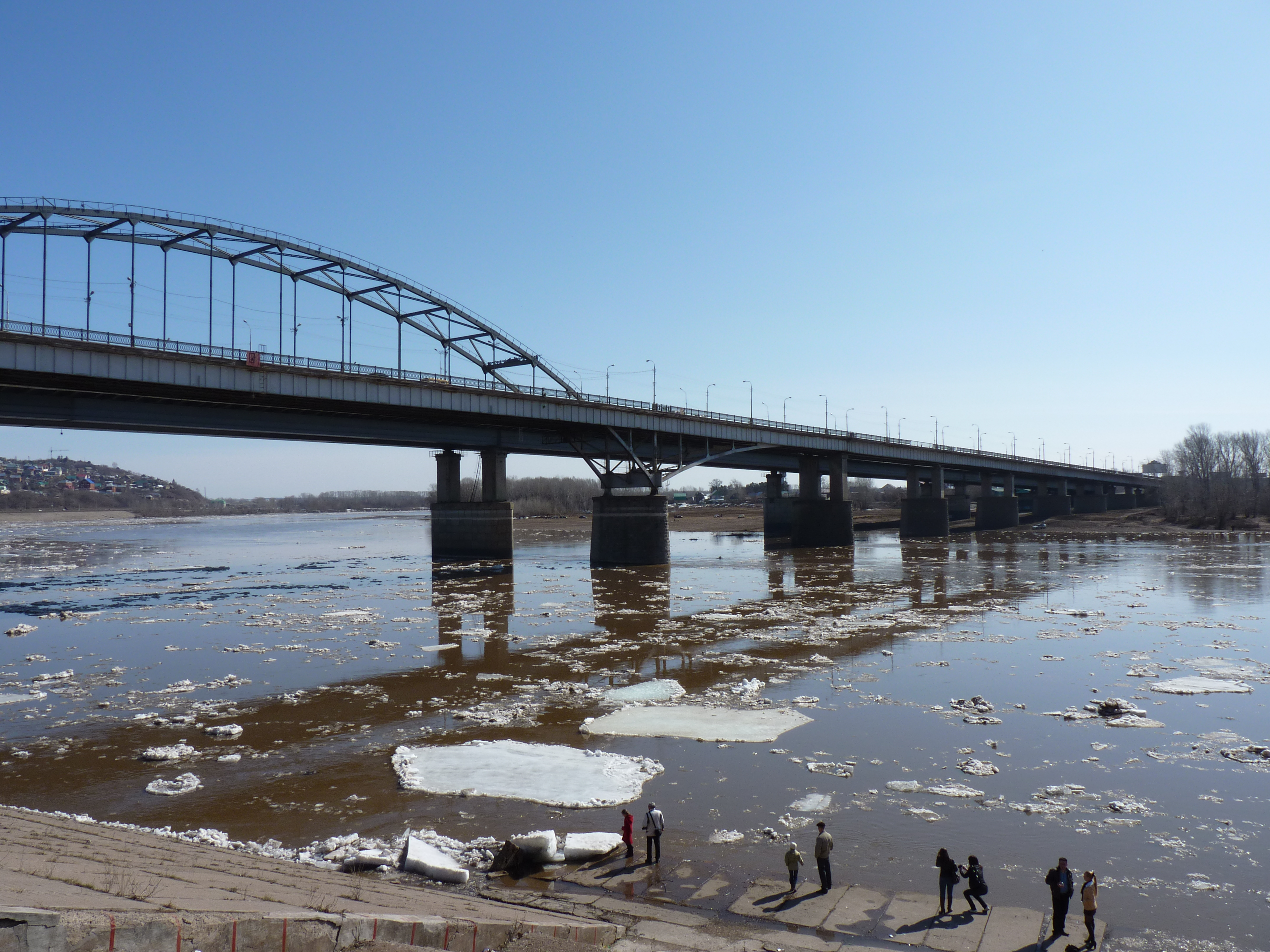
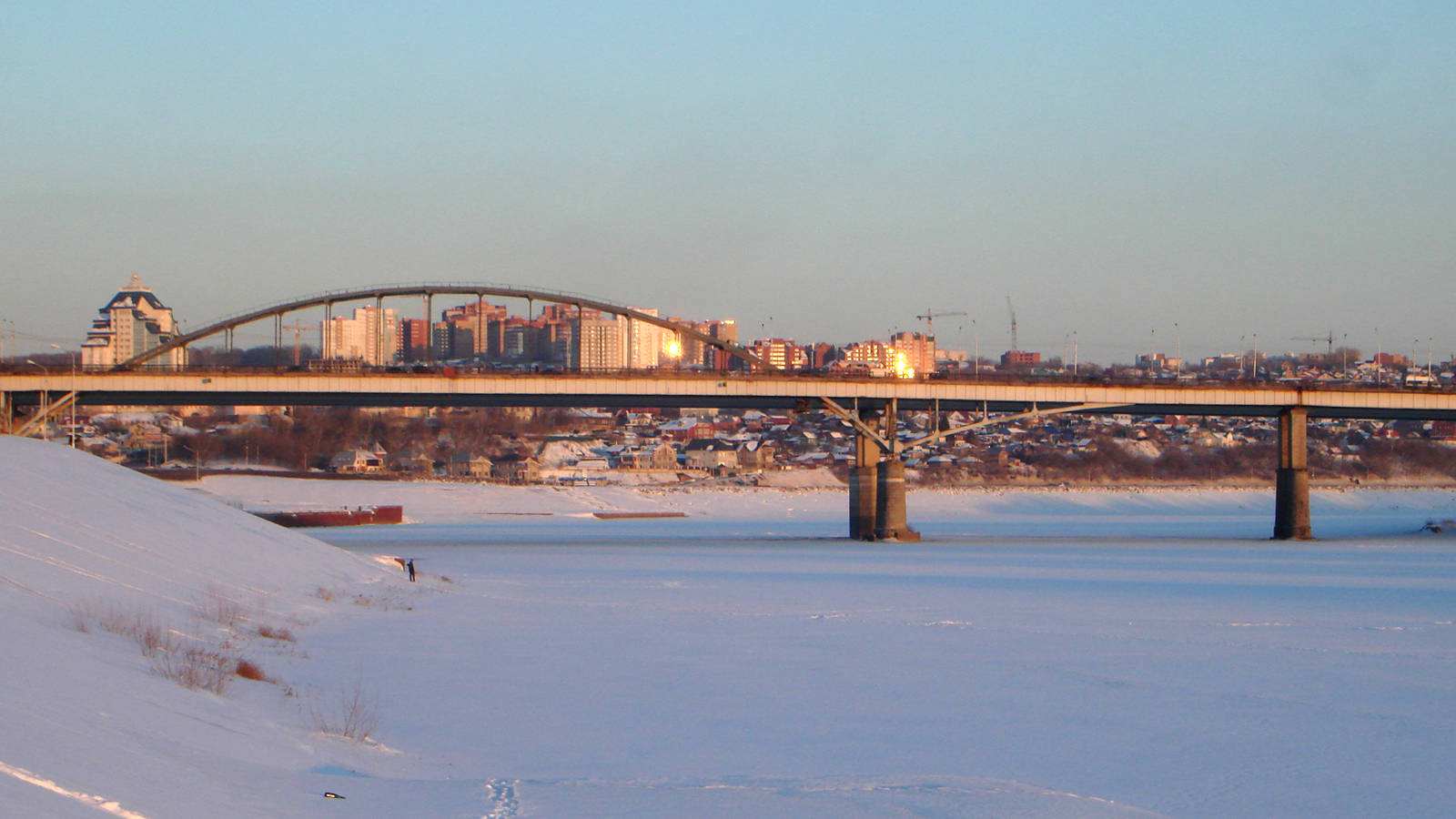
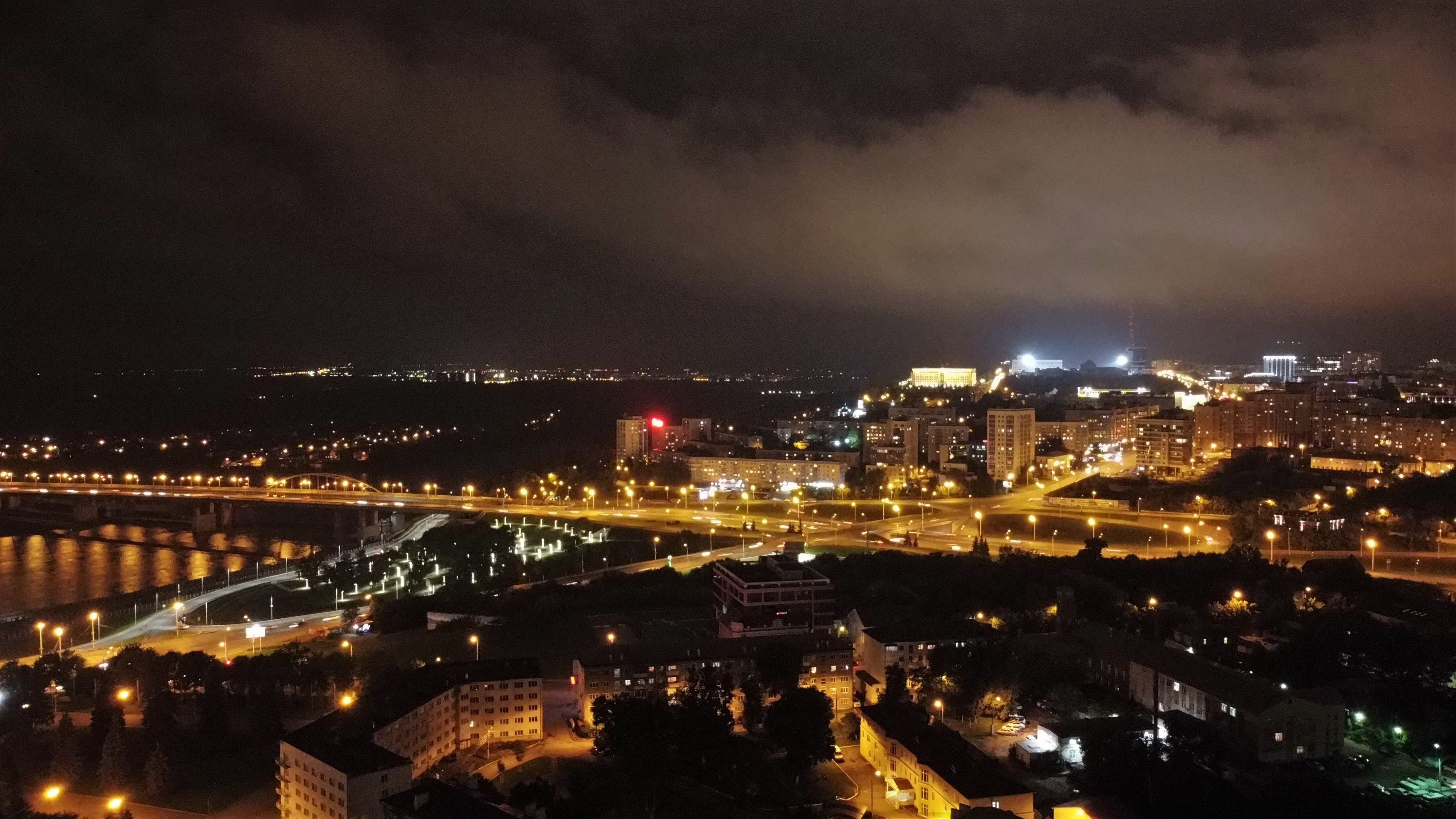
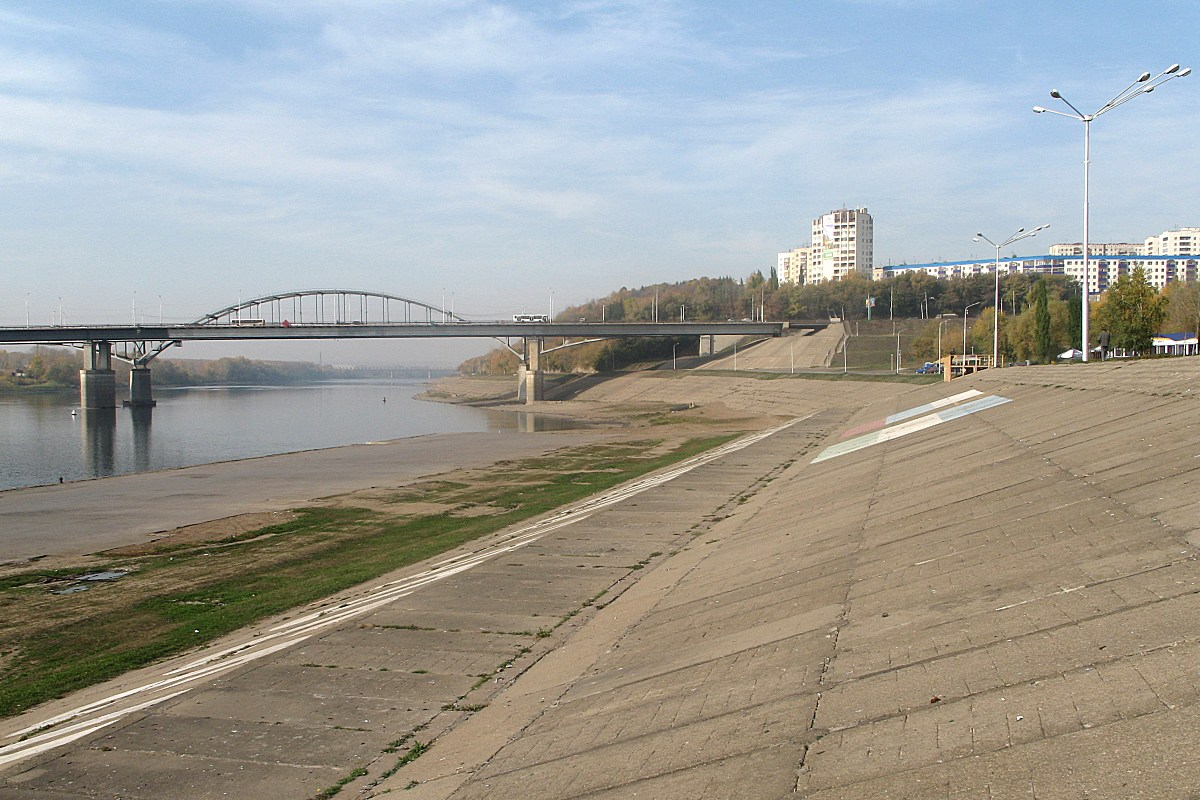